# Frea vadoni
Frea vadoni là một loài bọ cánh cứng trong họ Cerambycidae.